# Contea di Pondera
La contea di Pondera (in inglese Pondera County) è una contea del Montana. Il suo capoluogo amministrativo è Conrad.

## Geografia fisica
La contea ha un'area di 4.247 km² di cui lo 0,92% è coperto d'acqua. Confina con le seguenti contee:
- contea di Glacier - nord
- contea di Toole - nord
- contea di Liberty - est
- contea di Chouteau - est
- contea di Teton - sud
- contea di Flathead - ovest

## Città principali
- Conrad
- Heart Butte
- Valier

## Strade principali
- Interstate 15
- U.S. Route 91
- Montana Highway 44

## Musei
- Conrad Transportation & Historical Museum

## Società

### Evoluzione demografica
La composizione riguardo al genere è divisa in 53,2% di femmine e 46,8% di maschi con un'età media che è di 40 anni.

Situazione demografica